# 若木未生
若木 未生（わかぎ みお、女性、1968年12月2日 - ）は日本の小説家。埼玉県生まれ。早稲田大学第一文学部中退。日本SF作家クラブ、日本推理作家協会各会員。

## 経歴
1988年、東京都立八王子東高等学校卒業。1989年、早稲田大学第一文学部日本史専修在籍中に『AGE』で第13回コバルト・ノベル大賞佳作入選。同年12月、「ハイスクール・オーラバスター」シリーズ第1作となる『天使はうまく踊れない』でデビュー。
2000年前後までは主に集英社コバルト文庫／雑誌「Cobalt」、スーパーファンタジー文庫などの少年少女向け（後にライトノベルと呼ばれる）レーベルで執筆していたが、『小説すばる』などへの短篇の寄稿を経て、一般文芸レーベルへ移行。
デビュー作から続くシリーズである「ハイスクール・オーラバスター」の続刊も、2011年以降は一般文芸レーベルからの刊行となっている。
少年少女向け作品は積極的にメディアミックスが行なわれ、「ハイスクール・オーラバスター」、「XAZSA」は小説のイラストを担当した漫画家によるコミカライズ、またイメージアルバムやドラマアルバムなどのCDが発売された。「ハイスクール・オーラバスター」はOVA化もされている。
（後に、「ハイスクール・オーラバスター」のスピンオフ作品である「オーラバスター・インテグラル」も、本篇と同じ漫画家によりコミカライズされた）
同人活動も行なっており、商業作品の番外編を書き下ろした冊子や、自主制作のドラマCDなどを発行している。

## 作品リスト

### 長篇（複数巻）
- ハイスクール・オーラバスター（集英社コバルト文庫→徳間書店トクマ・ノベルズ、1989-2021〈完結〉）
- グラスハート （集英社コバルト文庫、1993-2002〈中断〉／幻冬舎バーズノベルス、2009-2011〈完結〉）
- エクサール騎士団（集英社コバルト文庫、1991-1999〈中断〉）
- イズミ幻戦記（集英社スーパーファンタジー文庫、1991-1998〈中断〉／徳間書店トクマノベルズ、2007〈中断〉）
- 真・イズミ幻戦記（徳間書店デュアル文庫、2003-2007〈中断〉）
- XAZSA（集英社コバルト文庫、1992-2000〈完結〉）
- メタルバード（徳間書店デュアル文庫、2001-2002〈中断〉）
- メガロ・オーファン（角川書店ビーンズ文庫、2007-2008〈未完〉[3]）

### 長篇（全１巻）
- 満月少年＋太陽少女（集英社コバルト文庫、2001）
- オーラバスター・インテグラル（徳間書店デュアル文庫、2001／徳間書店トクマ・ノベルズ、2011年）
- ゆめのつるぎ（集英社コバルト文庫、2005）
- ゼロワン（徳間書店、2015）
- 永劫回帰ステルス（講談社タイガ、2017）
- われ清盛にあらず（祥伝社、2020）
- 戦をせんとや生まれけむ（祥伝社、2022）

### 短篇（書籍収録）
- ショートショート「即答ツール」（アンソロジー『人工知能の見る夢は』、文春文庫、2017）
- 短篇「熱夏にもわたしたちは」（アンソロジー『ポストコロナのSF』、ハヤカワ文庫JA、2021）
- 短篇「ロストグリーン」（アンソロジー『少女小説とSF』、星海社FICTIONS、2024）

### 短篇（書籍未収録）
- 読切『挿魔(そうま)～ハイブリッド・ビリーバー』（集英社「小説すばる」2001年4月号掲載）　※「ハイスクール・オーラバスター」スピンオフ。同人誌『挿魔～ハイブリッド・ビリーバー【プロトタイプ】』(2012年12月)として発行
- 読切『キラキラ月』（集英社「小説すばる」2001年8月号掲載）
- 読切『ゼブラ』（集英社「小説すばる」2001年11月号掲載）
- 読切『ルードウィヒ・Ｂ 或る小さなソナタ』（徳間書店「ＳＦＪａｐａｎ」2002年冬号掲載）
- 読切『赤い蝶』（集英社「小説すばる」2002年8月号掲載）
- 読切『耐熱ハンド』（集英社「コバルト」2004年6月号掲載）　※同人誌『pieces of 30th』(2017年12月)収録
- 読切『ニガミダニのアケイとヨル　ジェノサイド《渋谷》』（幻冬舎「パピルス」掲載）※同人誌『pieces of 30th』(2017年12月)収録　※のちに改稿、連作『クウとシオ』として同人誌「少女文学」に連載（2019年-）
- 読切『ニュートリノ』（集英社「小説すばる」2006年9月号掲載）★
- 読切『エチカ』（集英社「小説すばる」2007年3月号掲載）★
- 読切『ロゼッタ』（集英社「小説すばる」2008年3月号掲載）★
- 読切『なにもせぬ』（集英社「すばる」2008年11月号掲載）
- 読切『クローデル』（集英社「小説すばる」2014年8月号掲載）★
- ショート・ショート『惜別』（人工知能 2016年05月号掲載）

★…シリーズ作品